# Brünner Kröpfer

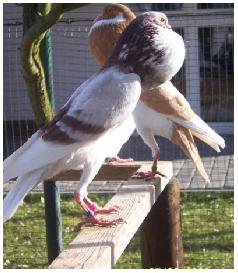
Brünner Kröpfer in rotfahl geherzt und gelb geherzt. Markant der deutlich aufgeblasene Kropf.

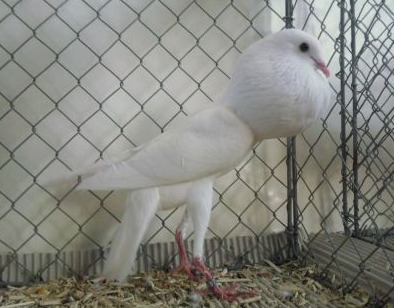
Feine weiße Brünner Kröpfer Täubin mit schönem Blaswerk.

Die Brünner Kröpfer sind eine Haustaubenrasse und gehören zur Gruppe der Kropftauben. Brünner Kröpfer sind schlanke Zwergkröpfer mit aufrechter Haltung und gelten als die kleinste und zarteste der Kröpferrassen. Durch sein lebhaftes Temperament wirkt der Brünner Kröpfer sehr anziehend. Der Kropf wird kugelförmig geblasen, soll im unteren Bereich gut geschnürt sein und im Nacken einen deutlichen Bogen aufweisen. Charakteristisch ist sein Hüpfen beim Treiben oder Balzen, die sich kreuzenden Flügel und der fließende Beinaustritt.

## Musterbeschreibung
- Herkunft: Böhmen und Mähren bzw. Prag und Brünn.
- Gesamteindruck: Hoher Stand mit parallel stehenden, glatten Läufen und aufrechte Haltung. Vorderpartie lang und schmal (im Verhältnis zur Hinterpartie etwa 2/3 : 1/3). Rücken und Schwanz bilden eine gerade, abfallende Linie und betonen das elegant-feine Exterieur des Brünner Kröpfers.

- Farbschläge:
  - Einfarbige:  Weiß, Schwarz, Silber, Rot, Gelb, Blau mit schwarzen Binden, Blaufahl, Rotfahl, Gelbfahl, Blau gehämmert, Blaufahl gehämmert. Rotfahl gehämmert,  Gelbfahl gehämmert, Andalusierfarbig.
  - Weißbindige: Schwarz, Silber, Rot, Gelb, Blau, Blaufahl, Isabell.
  - Getigerte: Schwarz, Rot, Gelb.
  - Gestorchte: Schwarz, Rot, Gelb, Blau.
  - Geherzte: Schwarz, Silber, Rot, Gelb, Blau, Blaufahl, Rotfahl, Gelbfahl, Blaugehämmert.
  - Geganselte: Schwarz, Rot, Gelb, Blau, Blaufahl.
  - Schimmel: Blau mit schwarzen Binden, Rotfahl, Gelbfahl, Blaufahl.

- Bewertung: Gesamteindruck – Typ – Struktur – Farbe und Zeichnung – Augenfarbe.
- Ringgröße:  7